# A Moon Shaped Pool
A Moon Shaped Pool (en español «un charco con forma de luna») es el noveno álbum de estudio de la banda de rock británica Radiohead. Fue lanzado como descarga digital el 8 de mayo de 2016, y en formato CD y LP el 17 de junio. La edición especial con dos temas extra y artwork adicional se pudo adquirir desde el 28 de septiembre.
Radiohead trabajó en el álbum de forma intermitente desde el final de la gira en 2012 de su anterior disco, The King of Limbs. Fue grabado en el estudio La Fabrique de Saint-Rémy-de-Provence (sur de Francia) con Nigel Godrich. Incluye algunos temas escritos varios años antes: «True Love Waits» data al menos de 1995, «Burn the Witch» empezó a componerse sobre el 2000, y «Present Tense» es de 2008. En el álbum predominan los arreglos para cuerdas y coro de Jonny Greenwood, interpretados por la London Contemporary Orchestra. A Moon Shaped Pool recibió la aclamación de la crítica y se convirtió en el sexto álbum de Radiohead en ser número 1 en Reino Unido.

## Grabación
Durante la gira de The King of Limbs, Radiohead interpretó varias canciones nuevas, de las cuales dos de ellas, «Ful Stop» e «Identikit», formarían después parte de A Moon Shaped Pool. Mientras estaban de gira por EE. UU., a mediados de 2012, Radiohead pasó un día en el estudio de grabación de Jack White, guitarrista exmiembro de White Stripes, donde trabajó en dos nuevas canciones, una de ellas «Identikit». Yorke diría en abril de 2013 que esas grabaciones fueron «tarea inconclusa». Tras dicha gira, la banda decidió realizar un nuevo paréntesis para trabajar en algunos proyectos independientes. El 25 de febrero de 2013, Atoms for Peace, el grupo de Yorke y Nigel Godrich, publicó su primer álbum, titulado Amok. El 11 de febrero de 2014, Radiohead lanzó la aplicación Polyfauna para Android y teléfonos iOS, una «colaboración experimental» entre la banda y el estudio de arte digital Universal Everything en la que se utilizan elementos musicales e imágenes de The King of Limbs. El 26 de septiembre de 2014, Yorke publicó su segundo álbum en solitario, Tomorrow's Modern Boxes. El 7 de octubre de 2014, Phil Selway también lanzó su segundo álbum solista, titulado Weatherhouse, mientras que ese mismo mes se lanza la banda sonora de la película Inherent Vice, compuesta por Jonny. Esta última incluyó una reinterpretación de la canción «Spooks», tema de Radiohead inédito en estudio que debutó en directo en 2006.

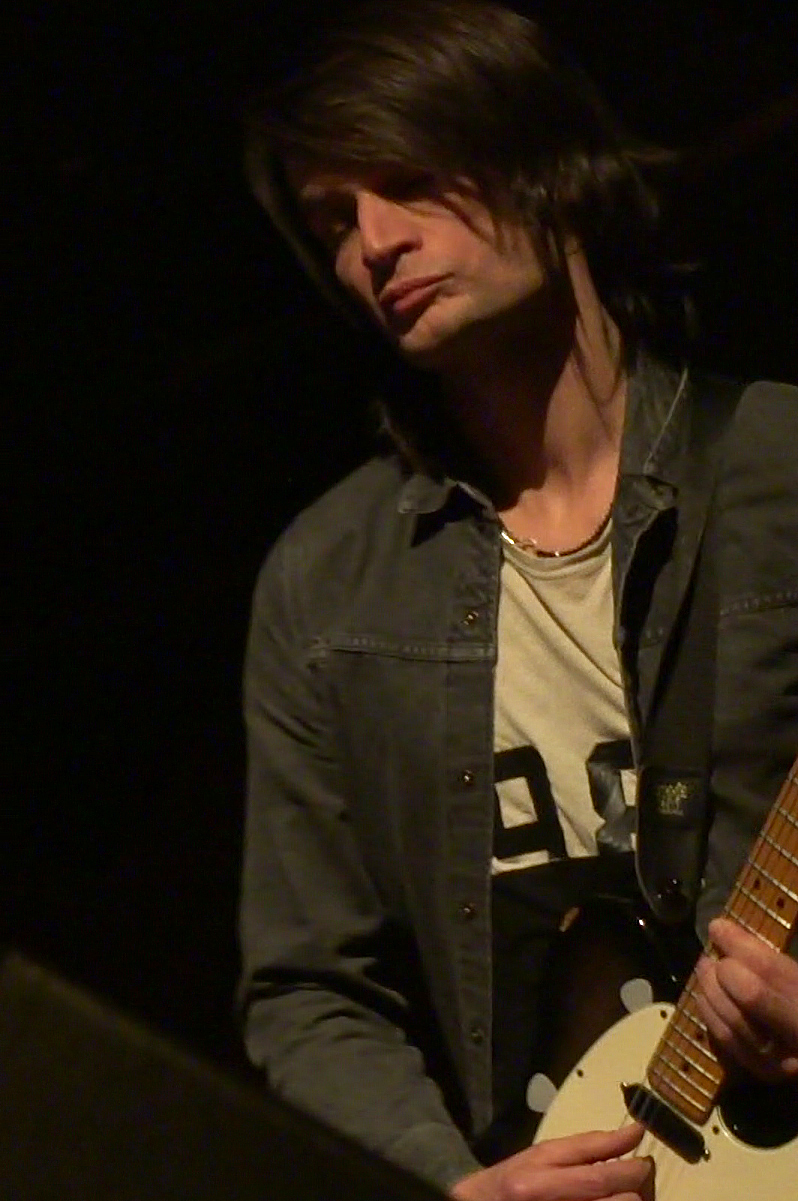
Jonny Greenwood en 2015 con la London Contemporary Orchestra, quien aparece en el disco.

Radiohead y Godrich grabaron A Moon Shaped Pool en el estudio La Fabrique de Saint-Rémy-de-Provence (sur de Francia). En febrero de 2015, Selway dijo en una entrevista que Radiohead había trabajado en un nuevo álbum desde septiembre hasta Navidad, y que retomarían la grabación en marzo de 2015. Jonny Greenwood manifestó en otra entrevista que: «Ciertamente hemos cambiado nuestro método de nuevo [...] Estamos como limitándonos a nosotros mismos; trabajando en límites [...] estamos intentando usar tecnología muy antigua y muy nueva simultáneamente para ver qué pasa». El 4 de diciembre de 2015, Yorke tocó por primera vez dos temas del futuro álbum, «The Numbers» (entonces conocido como «Silent Spring») y «Desert Island Disk», en el evento Pathway to Paris durante la XXI Conferencia sobre Cambio Climático en París. El 25 de diciembre, Thom Yorke anunció a través de Twitter la publicación en SoundCloud de «Spectre», tema que escribieron como encargo para la película homónima de James Bond pero que finalmente no fue incluido en la banda sonora.
Varios temas de A Moon Shaped Pool fueron escritos algún tiempo antes de la realización del álbum. «True Love Waits» data al menos de 1995, y una versión en vivo fue lanzada en el álbum en directo I Might Be Wrong: Live Recordings (2001). En 2012, Godrich dijo sobre la canción que: «Intentamos grabarla en contables ocasiones, pero nunca funcionó... Para acreditarla, [Yorke] necesita sentir que una canción tiene validación, que tiene una razón para existir como grabación. Pudimos hacer 'True Love Waits' y hacer que sonara como John Mayer. Nadie quería hacer eso». Radiohead trabajó en «Burn the Witch» en las sesiones de los álbumes Kid A (2000), Hail to the Thief (2003) e In Rainbows (2007), y las letras del tema aparecieron en el artwork de Hail to the Thief y en la web de Radiohead en 2005. El tema «Present Tense» (entonces conocido como «The Present Tense») data de 2008 y fue tocado por primera vez por Thom Yorke en el Latitude Festival de 2009.

## Lanzamiento y promoción

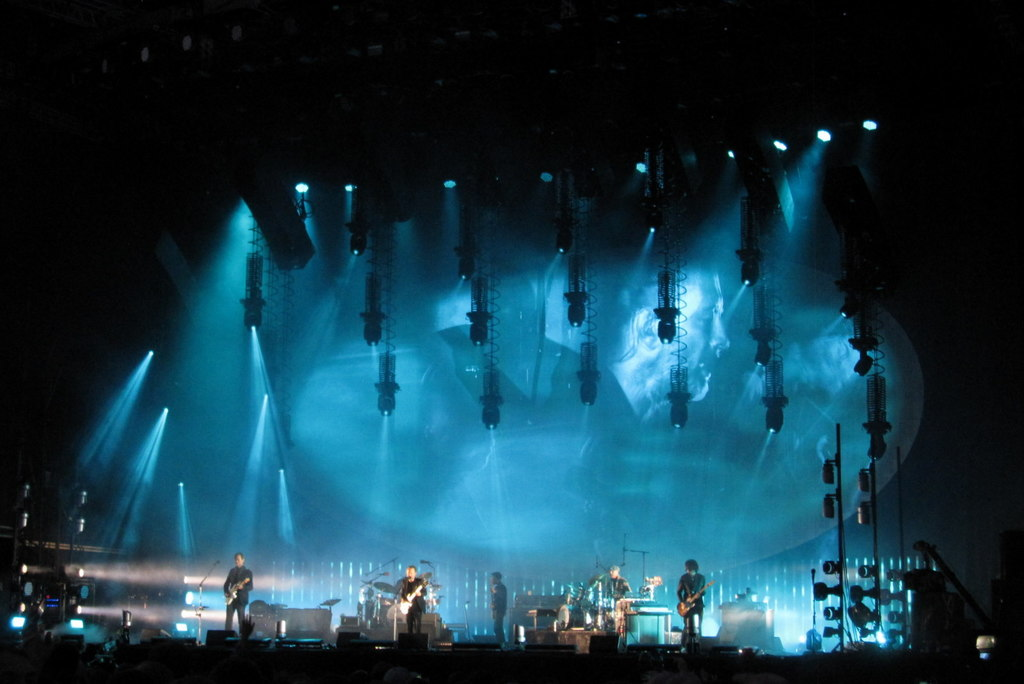
La banda en el TRNSMT Festival de Glasgow en julio de 2017.

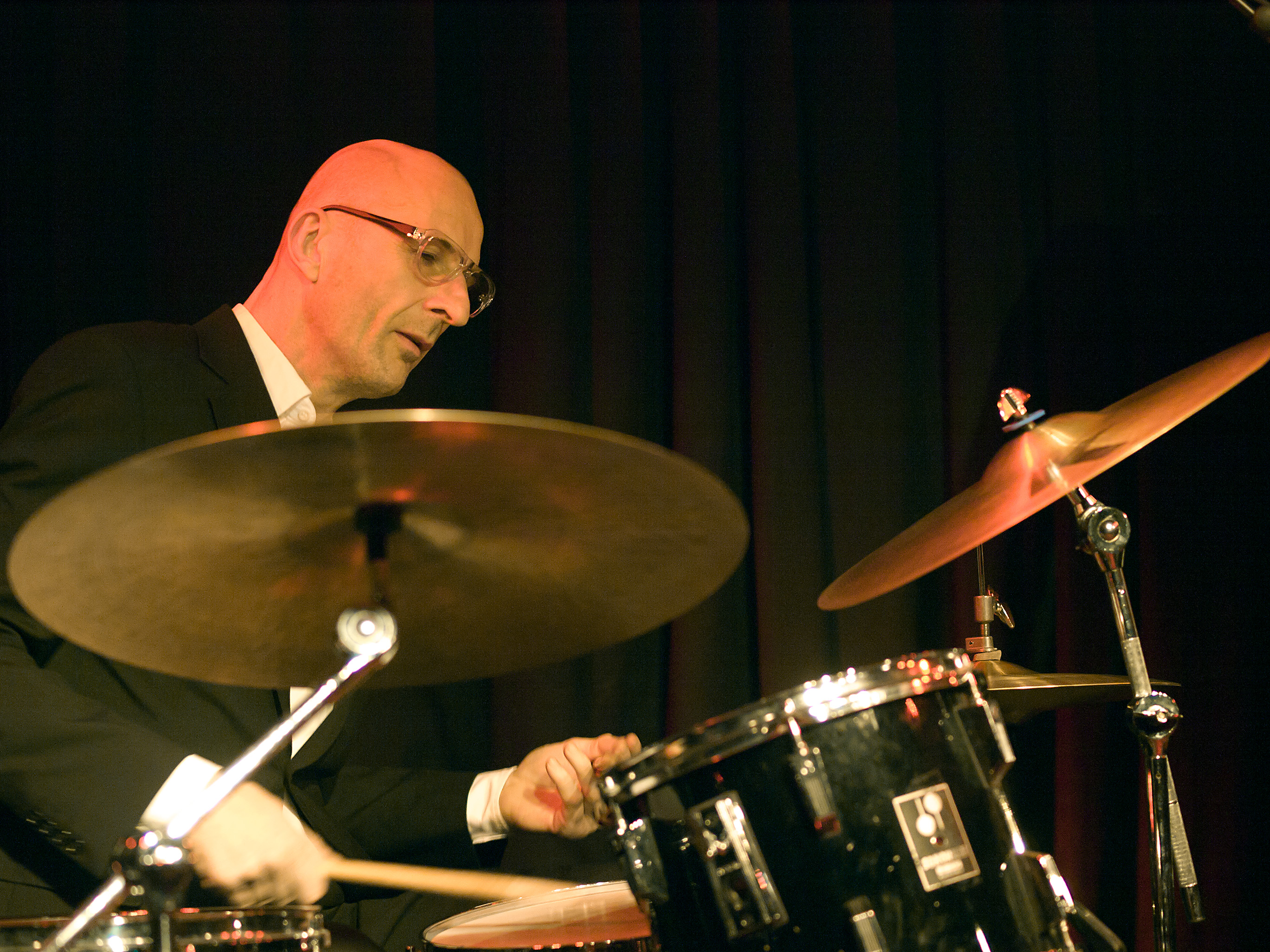
Clive Deamer, batería que acompaña a la banda en la gira de A Moon Shaped Pool.

El 30 de abril de 2016 hubo fanes que reportaron haber recibido folletos procedentes de la banda por correo ordinario. En ellos se mostraban los versos «Sing a song of sixpence that goes / Burn the Witch / We know where you live», junto con una fotografía abstracta de artwork en blanco y negro, y el símbolo del grupo. El 1 de mayo la banda eliminó toda la información de sus cuentas en Twitter y Facebook, así como de su página oficial, la cual quedó completamente en blanco, generando numerosos rumores sobre la salida del álbum. El 3 de mayo publicaron un nuevo tema, «Burn the Witch», junto a su correspondiente videoclip. El 6 de mayo compartieron el segundo sencillo, «Daydreaming», así como el videoclip del mismo, dirigido por Paul Thomas Anderson. Ese mismo día anunciaron que el nuevo álbum se podría descargar el 8 de mayo a las 19:00, hora inglesa, y estaría disponible en formato físico el 17 de junio.
El 8 de mayo el álbum fue finalmente publicado en forma de descarga digital, dándose a conocer también de manera simultánea la portada y el título del mismo, el cual proviene del primer verso del coro del tema «Identikit». Tras lanzarse, el álbum fue emitido íntegramente en varias radios de diferentes países, siendo en la BBC Radio 6 Music presentado por Tom Robinson. El 20 de mayo de 2016 comenzó la gira mundial del álbum, que duró de mayo a octubre y tuvo fechas en Europa, Norteamérica y Japón. Al igual que en la gira de The King of Limbs, contaron de nuevo con Clive Deamer como batería adicional. El 15 de junio el álbum fue lanzado en formato físico (CD y LP) en Japón, y el 17 de junio, en el resto del mundo. Ese mismo día fue subido al servicio de streaming Spotify y se realizó el evento «Live from A Moon Shaped Pool» en numerosas tiendas de discos del mundo, que incluía un stream de listas de reproducción facilitadas por Radiohead y el audio de su concierto en el Roundhouse de Londres, así como otras actividades como competiciones, artwork, etc. Varios asistentes al evento de Estambul fueron atacados por un grupo de hombres furiosos debido a que los clientes estaban bebiendo cerveza y poniendo música durante el Ramadán. La banda lanzó un comunicado condenando el ataque y enviando «amor y apoyo» a los fanes de Estambul. Desde la semana siguiente la banda empezó a publicar una serie de videos cortos denominados vignettes dirigidos por artistas como Adam Buxton, Richard Ayoade, Yorgos Lanthimos, Ben Wheatley o Grant Gee. El 15 de julio anunció una competición entre los fanes para crear una vignette de «Daydreaming» usando una versión alternativa del tema con cuerdas adicionales.
El 15 de septiembre la banda publicó un video de Yorke y Greenwood con un CR-78 interpretando «Present Tense», el cual fue dirigido por Paul Thomas Anderson. Fue seguido el 5 de octubre de un nuevo video dirigido por Anderson, esta vez interpretando «The Numbers». A finales de 2016, Radiohead anunció una segunda parte de la gira entre marzo y julio de 2017, con conciertos en diversos festivales europeos, incluyendo presentaciones en Noruega, Inglaterra o Irlanda, entre otros. El 23 de junio actuaron en el Festival de Glastonbury, siendo la tercera vez que eran cabezas de cartel.
El 29 de noviembre de 2017 Radiohead anunció una nueva gira por Sudamérica en 2018, en la que compartieron cartel con Flying Lotus y Junun. El 11 de abril de 2018 comenzaron la gira, con fechas en Chile, Argentina, Perú, Brasil y Colombia. En verano de 2018 realizaron varios conciertos en Estados Unidos y Canadá.

## Recepción
A Moon Shaped Pool tiene una puntuación de 88 sobre 100 en el agregador de críticas Metacritic, basándose en 41 opiniones e indicando «aclamación universal». Patrick Ryan de USA Today escribió que «el melancólico, sinfónico y punzante A Moon Shaped Pool... valió la pena la espera». Chris Gerard de PopMatters sintió que el álbum es «digno del catálogo inigualable de Radiohead». Jamieson Cox de Verge elogió los arreglos de cuerda del álbum y su «magnanimidad emocional». Andy Beta de Rolling Stone lo describió como «un asombro, triunfo impresionante» y como «el álbum más bello y desolado hasta la fecha» de Radiohead, elogiando sus timbres y melodías. En otra reseña, el crítico de Rolling Stone Will Hermes escribió que «es la voz de Yorke lo que mantiene el centro emocional, y nunca ha sido más conmovedora... [A Moon Shaped Pool es] uno de sus más notables álbumes musicalmente y emocionalmente». Sam Richards de NME describió A Moon Shaped Pool como «un álbum de misteriosa, elusiva belleza que es extraño, brillante e incierto todo al mismo tiempo». Stephen Thomas Erlewine escribió para AllMusic que «hay una comodidad melancólica a su flujo y reflujo, un movimiento suave mecedor que se siente reconfortante; es un tónico para la clausura».
Eric Renner Brown de Entertainment Weekly elogió el álbum por su variedad de texturas musicales y gran escala: «Por naturaleza, los álbumes de Radiohead siempre serán algo épico, pero este es más consistentemente grandioso que cualquiera de los lanzamientos de la banda desde la obra maestra de 2000 Kid A». Jon Pareles, escribiendo para The New York Times, dijo que el álbum fue quizás «la más oscura declaración [de Radiohead] — aunque el de mayor superficie pastoral de la banda». Elogió la voz de Yorke y los arreglos de cuerda de Greenwood, escribiendo: «Tanto el Sr. Yorke como el Sr. Greenwood son implacablemente oyentes curiosos, amantes de la melodía y exploradores de idiomas, creadores de rompecabezas que no temen a la emoción».

## Lista de canciones
Todas las canciones fueron escritas por Radiohead y producidas por Radiohead y Nigel Godrich.
| N.º   | Título                                                            | Duración |  |
| 1.    | «Burn the Witch»                                                  | 3:40     |  |
| 2.    | «Daydreaming»                                                     | 6:24     |  |
| 3.    | «Decks Dark»                                                      | 4:41     |  |
| 4.    | «Desert Island Disk»                                              | 3:44     |  |
| 5.    | «Ful Stop»                                                        | 6:07     |  |
| 6.    | «Glass Eyes»                                                      | 2:52     |  |
| 7.    | «Identikit»                                                       | 4:26     |  |
| 8.    | «The Numbers»                                                     | 5:45     |  |
| 9.    | «Present Tense»                                                   | 5:06     |  |
| 10.   | «Tinker Tailor Soldier Sailor Rich Man Poor Man Beggar Man Thief» | 5:03     |  |
| 11.   | «True Love Waits»                                                 | 4:43     |  |
| 52:31 |                                                                   |          |  |

### Segundo CD
La edición especial incluye un segundo CD con dos pistas adicionales.

| N.º  | Título     | Duración |  |
| 1.   | «Ill Wind» | 4:16     |  |
| 2.   | «Spectre»  | 3:19     |  |
| 7:35 |            |          |  |

## Créditos
| Radiohead - Colin Greenwood – bajo eléctrico - Jonny Greenwood – guitarras, piano, arreglos de cuerda - Ed O'Brien – guitarras, efectos - Phil Selway – batería - Thom Yorke – voz, guitarras, piano | Personal adicional - Nigel Godrich – producción, mezcla, ingeniería - Sam Petts-Davies – ingeniería - Maxime LeGuil – asistente de ingeniería - Stanley Donwood – diseño artístico - Hugh Brunt – dirección de orquesta - Clive Deamer – percusión adicional en «Ful Stop» - London Contemporary Orchestra – cuerdas, coro - Bob Ludwig – masterización |